# Walenty Badylak

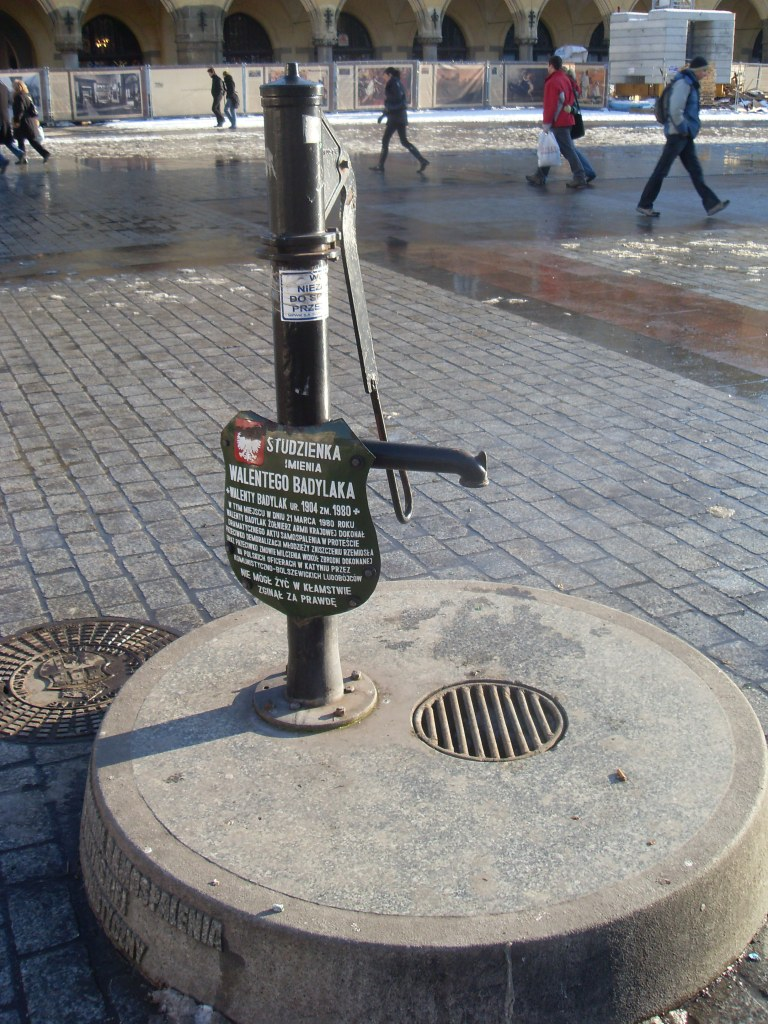
Historická studna na hlavním krakovském náměstí

Walenty Badylak (1904 Krakov Podgórze - 21. března 1980 Krakov) byl polský voják, který během druhé světové války sloužil u polské Zemské armády (Armia Krajowa).
Po skončení druhé světové války pracoval jako pekař v Mrowinach u Svídnice. Později pracoval v Żarach v dělnickém pracovním vydavatelství RUCH. V roce 1955 přesídlil do Krakova. Nejprve pracoval v hornicko-hutnické akademii, potom v závodě Městská zeleň. V roce 1963 odešel do důchodu. Byl dobře známý mezi krakovskými knihkupci, protože sbíral knihy a také se zajímal o vážnou hudbu. Rád trávil čas v kavárnách na hlavním náměstí a diskutoval o historii. Jeho osobní život byl poznamenán tragédií, jeho první žena během druhé světové války zapsala jejich syna do nacistické organizace Hitlerjugend. Tento fakt po válce začali využívat komunisté a proto se raději rozvedl a znovu se oženil s Irenou Sławikowskou. Její bývalý manžel Eugeniusz byl v hodnosti kapitána dělostřelectva zavražděn v Katyni. Státní bezpečnost po válce pronásledovala jeho syna, který byl vyhozen ze školy technického zaměření a který se nakonec stal členem vojenské rozvědky, která prováděla čistky a represe v polské armádě. Syn zemřel při autonehodě a následně v polovině 70. let 20. století zemřela i jeho druhá manželka.
V roce 1980 ve věku 76 let byl již v důchodu. V tomto roce 21. března ráno (krátce před vznikem Solidarity) se připoutal na Tržním náměstí, na Krakovském rynku železným řetězem k historické studni, následně se polil benzínem a upálil se na protest proti komunisty zamlčované pravdě o masakru polské elity v Katyni v roce 1940. Zemřel při převozu do nemocnice.
Informace o jeho smrti se objevily pouze v místním tisku, a to ve velmi lakonické podobě. (Informovali o smrti duševně nemocného důchodce.) Bez ohledu na to, lidé z Krakova kladli na místo události svíčky a květiny (které neznámí pachatelé v noci odstraňovali) a zpívali náboženské písně.
Aktivisté z krakovské opozice (ještě před srpnem 1980) organizovali aktivity zaměřené na připomenutí oběti Walenty Badylaka. Spolu s nimi si tuto událost připomínali i členové dalších organizací (Křesťanské společenství pracovníků, Nezávislé Polsko či Studentský výbor solidarity).
Jeho čin připomíná v Krakově pamětní deska umístěná na historické pumpě, u které se upálil. na desce je nápis: „Nemohl žít ve lži, zemřel za pravdu.“). Deska byla instalovaná v roce 1990 a odhalena jeho vnukem, knězem Wojciechem Badylakem. Pamětní desku zhotovil řemeslník Kazimier Kozłowski. Historická pumpa byla zrestaurována v roce 2004.
O upálení Walenty Badylaka byl natočen film „Svatý oheň“.